# (6246) Komurotoru
(6246) Komurotoru (1990 VX2) – planetoida z pasa głównego asteroid okrążająca Słońce w ciągu 3,83 lat w średniej odległości 2,45 j.a. Odkryta 13 listopada 1990 roku.